# Coleophora beduina
Coleophora beduina é uma traça da família Coleophoridae. Pode ser encontrada na Argélia, Tunísia e Líbia.
As larvas alimentam-se de Hammada schwienfurthi. Os adultos alimentam-se dos brotos e, possivelmente, também dos frutos da sua planta hospedeira.